# Temelucha ferruginea
Temelucha ferruginea là một loài tò vò trong họ Ichneumonidae.